# Leon Suchorzewski
Leon Suchorzewski (ur. 14 września 1894 w Niedźwiadnie, zm. 17 października 1970 w Warszawie) – polski rolnik – osadnik wojskowy, burmistrz Włodzimierza Wołyńskiego, działacz społeczny, poseł na Sejm IV kadencji (1935–1938) w II Rzeczypospolitej, członek Rady Głównej  Centralnego Towarzystwa Organizacji i Kółek Rolniczych od 1934 roku, kawaler Orderu Virtuti Militari.

## Życiorys
Ukończył Szkołę Handlową w Łomży i Wyższe Kursy Przemysłowo-Rolnicze w Warszawie. Uczył się również w czasie I wojny światowej w konspiracyjnej Wolnej Szkole Wojskowej.
Był członkiem POW i Związku Młodzieży Polskiej „Zet”. Służył w 1 pułku ułanów Legionów Polskich. Od 6 lutego do 4 kwietnia 1917 roku był słuchaczem kawaleryjskiego kursu podoficerskiego przy 1 pułku ułanów w Ostrołęce. Kurs ukończył z wynikiem bardzo dobrym. Posiadał wówczas stopień starszego ułana. Latem tego roku, po kryzysie przysięgowym, został internowany w Szczypiornie, a następnie w Łomży. 
W Wojsku Polskim pełnił służbę w 7 pułku Ułanów Lubelskich. W czerwcu 1921 został zwolniony do rezerwy. Zweryfikowany w stopniu rotmistrza ze starszeństwem z dniem1 czerwca 1919. W 1934 zajmował 183. lokatę w korpusie oficerów rezerwowych kawalerii. Pozostawał na ewidencji Powiatowej Komendy Uzupełnień we Włodzimierzu. Posiadał przydział mobilizacyjny do 7 pułku Ułanów Lubelskich w Mińsku Mazowieckim.
W latach 1924–1931 prowadził gospodarstwo rolne w osadzie wojskowej Kalinówka w powiecie włodzimierskim. Był członkiem Związku Osadników Wojskowych i organizacji spółdzielczych, prezesem Wołyńskiej Izby Rolniczej. W latach 1931–1934 pełnił funkcję wiceburmistrza, a od 1934 roku – burmistrza Włodzimierza Wołyńskiego. Był również od 1932 roku przewodniczącym tamtejszego Urzędu Rozjemczego, kierował Wołyńską Izbą Rolniczą. W latach 1935–1938 był prezesem Rady Wojewódzkiej Związku Osadników w Łucku.
W wyborach parlamentarnych w 1935 roku został wybrany posłem na Sejm IV kadencji (1935–1938) 119 619 głosami z okręgu nr 57, obejmującego powiaty: kowelski, lubomelski i włodzimierski.
Po wybuchu II wojny światowej został, w stopniu majora rezerwy, komendantem wojennym Włodzimierza Wołyńskiego. Po wkroczeniu Armii Czerwonej do miasta 19 września, przedostał się pod okupację niemiecką, gdzie przez czas wojny był administratorem majątku Marii Lechnickiej w Bezeku.
Po wojnie pracował jako buchalter w banku w Lublinie. Następnie był księgowym w Centralnym Związku Plantatorów Przetwórczych Roślin Okopowych w Toruniu, w 1948–1950 – w tymże związku w Warszawie, pracował również w warszawskim „Argedzie”.

## Życie rodzinne
Leon Suchorzewski był synem Witolda (1857–1936), właściciela majątku Węgierskie oraz Stefanii z Gołębiowskich (1868–1937), jedynej córki właściciela majątku Niedźwiadna.
Miał czworo rodzeństwa:
- Zofię (1892–1988), żonę generała dywizji Wojska Polskiego Stefana Dąb-Biernackiego
- Felicję (1893–1986), żonę generała brygady Michała Pakosza; Felicja wiele lat spędziła w więzieniach PRL
- Henryka (1896–1970), biologa
- Tadeusza (1907–1973), inżyniera chemika.

Leon ożenił się 4 lutego 1924 roku z Aldoną Krzyżanowską (1897–1935) i miał z nią dwóch synów:
- Jarosława Leona (ur. 1931), lekarza
- Leszka Henryka (ur. 1932), anglistę.

Po śmierci został pochowany 22 października 1970 roku na cmentarzu Wawrzyszewskim w Warszawie.

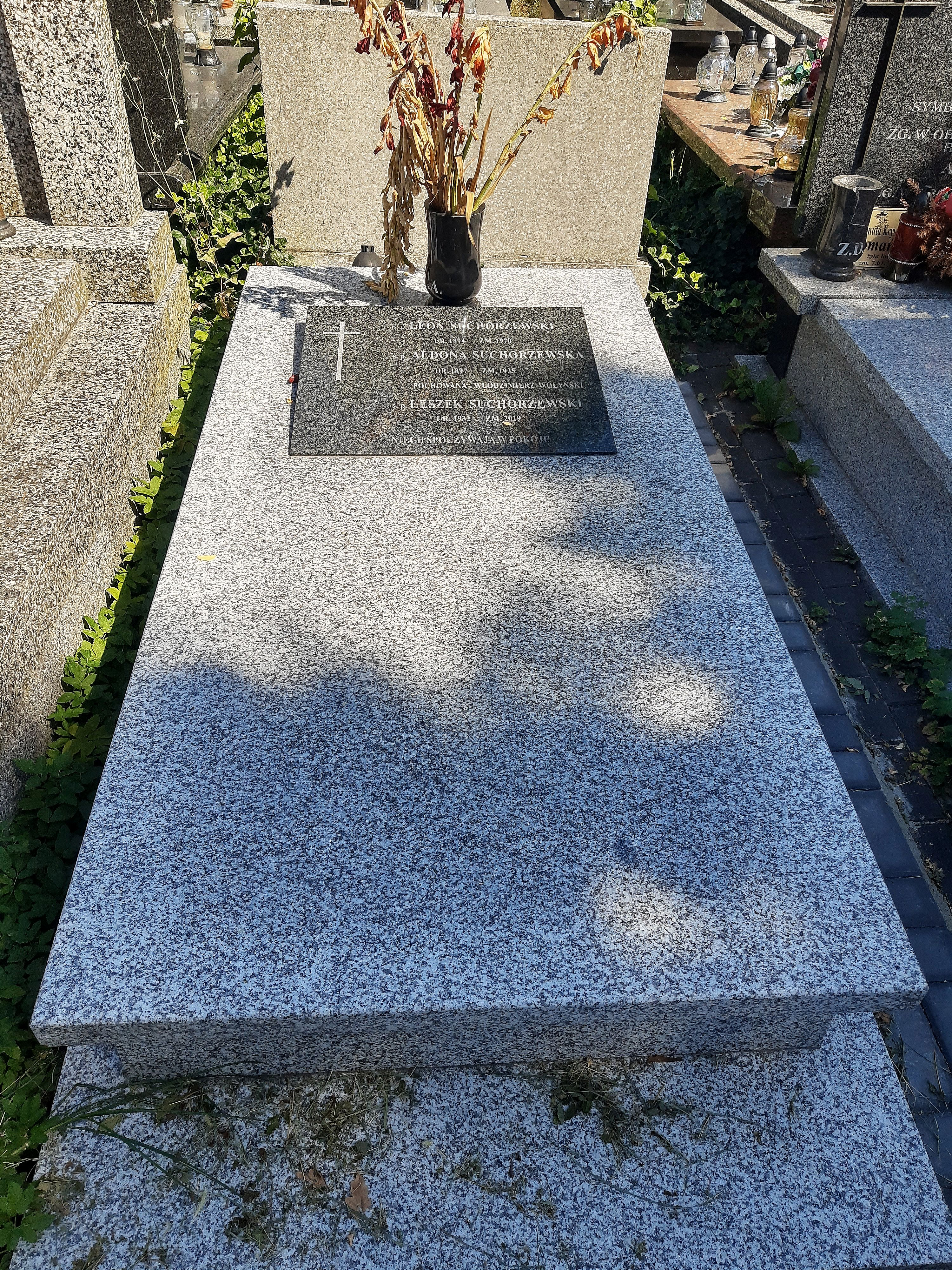
Zdjęcie grobu Leona Suchorzewskiego na cmentarzu Wawrzyszewskim

Leon Suchorzewski był praprawnukiem Józefa Radzimińskiego, ostatniego wojewody gnieźnieńskiego.

## Ordery i odznaczenia
- Krzyż Srebrny Orderu Wojskowego Virtuti Militari nr 3911 (1921)[9]
- Krzyż Niepodległości (12 maja 1931)[10]
- Krzyż Oficerski Orderu Odrodzenia Polski (11 listopada 1937)[11]
- Krzyż Walecznych (trzykrotnie)
- Krzyż Zasługi[12][6]